# Challand-Saint-Anselme
Challand-Saint-Anselme är en ort och kommun i regionen Aostadalen i nordvästra Italien. Kommunen hade 743 invånare (2017) och har italienska och franska som officiella språk.